# Howden
Howden – miasto w Anglii, w hrabstwie East Riding of Yorkshire. Leży 35 km na zachód od miasta Hull i 254 km na północ od Londynu. W 2001 miasto liczyło 3810 mieszkańców.